# ريتشارد جمعة
ريتشارد جمعة (بالإنجليزية: Richard Juma) هو عداء مسافات طويلة كيني، ولد في 19 يوليو 1945، شارك في سباق الماراثون في الألعاب الأولمبية الصيفية لعام 1972. فاز جمعة بالميداليات البرونزية في سباق 10000 متر في ألعاب عموم إفريقيا عام 1973، وفي ألعاب «الكومنولث البريطانية» (British Commonwealth Games) عام 1974 .

## وصلات خارجية
- ريتشارد جمعة على موقع الاتحاد الدولي لألعاب القوى (الإنجليزية)
- ريتشارد جمعة على موقع اللجنة الأولمبية الدولية (الإنجليزية)
- ريتشارد جمعة على موقع أوليمبيديا (الإنجليزية)
- ريتشارد جمعة على موقع اتحاد ألعاب الكومنولث (مؤرشف) (الإنجليزية)